# Glantaler Bergland

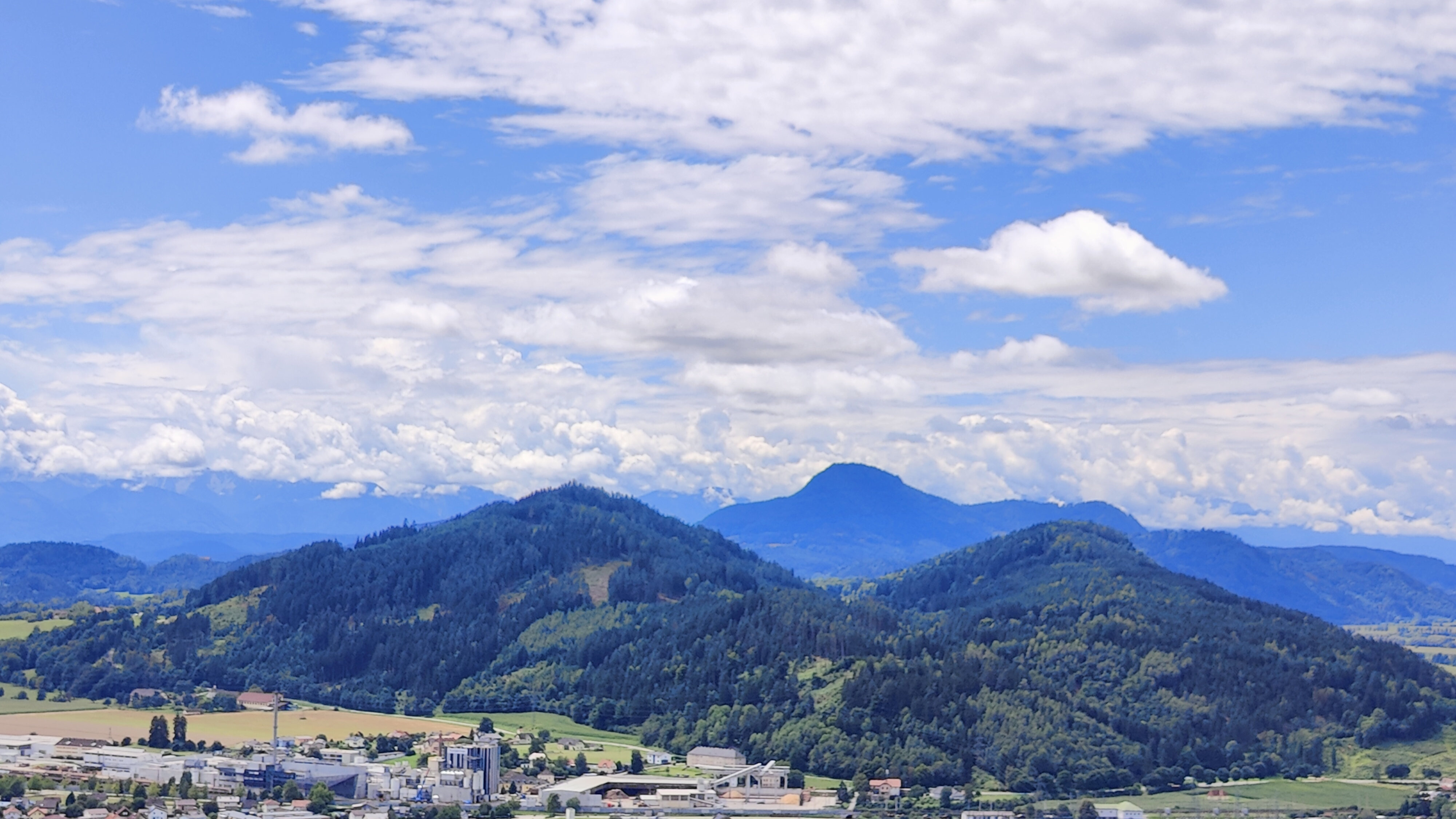
Muraunberg, dahinter der Ulrichsberg

Das Glantaler Bergland ist eine Region in Kärnten, südwestlich der Bezirkshauptstadt St. Veit an der Glan. Begrenzt wird es im Norden vom Glantal, im Südosten vom Zollfeld, und im Südwesten etwa entlang der Linie Karnburg-St. Peter am Bichl-Maria Feicht vom Feldkirchen-Moosburger Hügelland.
Der markanteste und höchste Berg im Glantaler Bergland ist der Ulrichsberg (1022 m). Zu den anderen Erhebungen, die zum Glantaler Bergland zählen, gehören der Muraunberg (708 m) bei St. Veit an der Glan, der Tanzenberg (609 m) mit dem gleichnamigen Schloss, der Karlsberg (731 m) mit der gleichnamigen Burgruine, der Pörtschacher Berg (754 m) südöstlich des Ulrichsbergs, der Petersbühel (899 m) westlich des Ulrichsbergs, die Hügel, auf denen Burgruine Hardegg liegt, und der Pollniger Berg (633 m) bei Glanegg.
Anteil am Glantaler Bergland haben die Gemeinden St. Veit an der Glan, Liebenfels, Glanegg, Klagenfurt am Wörthersee und Maria Saal. 

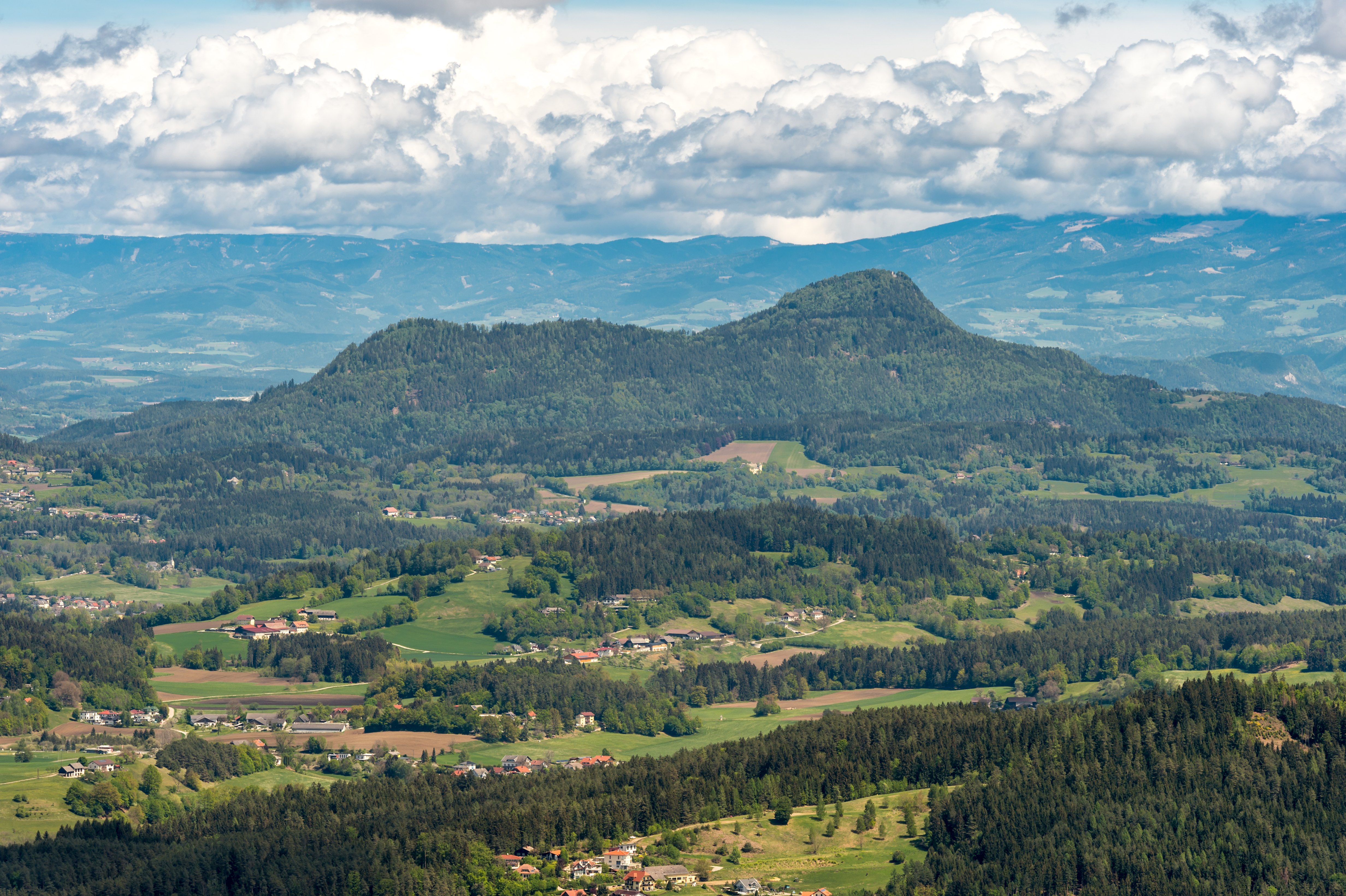
Ulrichsberg
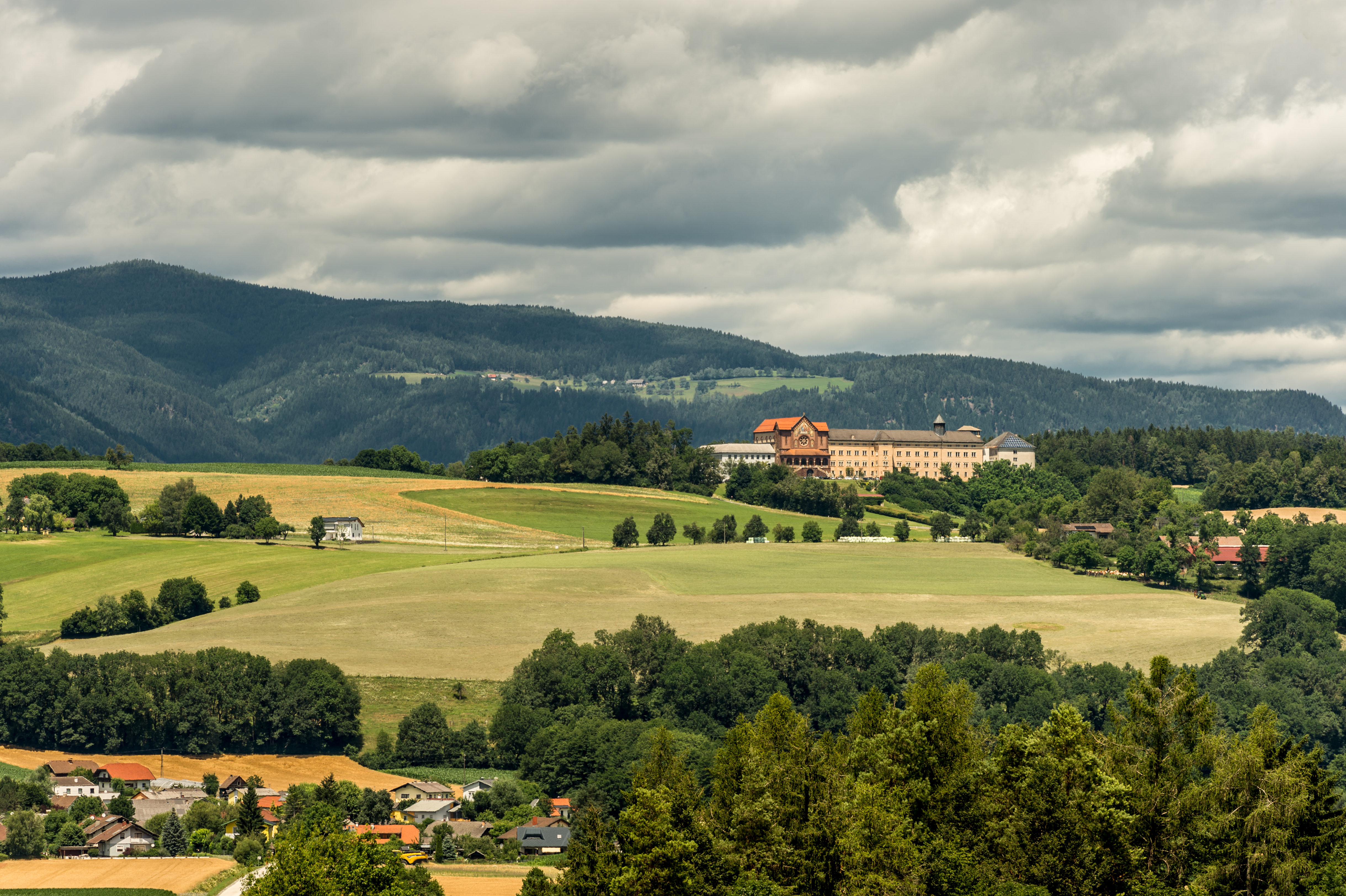
Tanzenberg
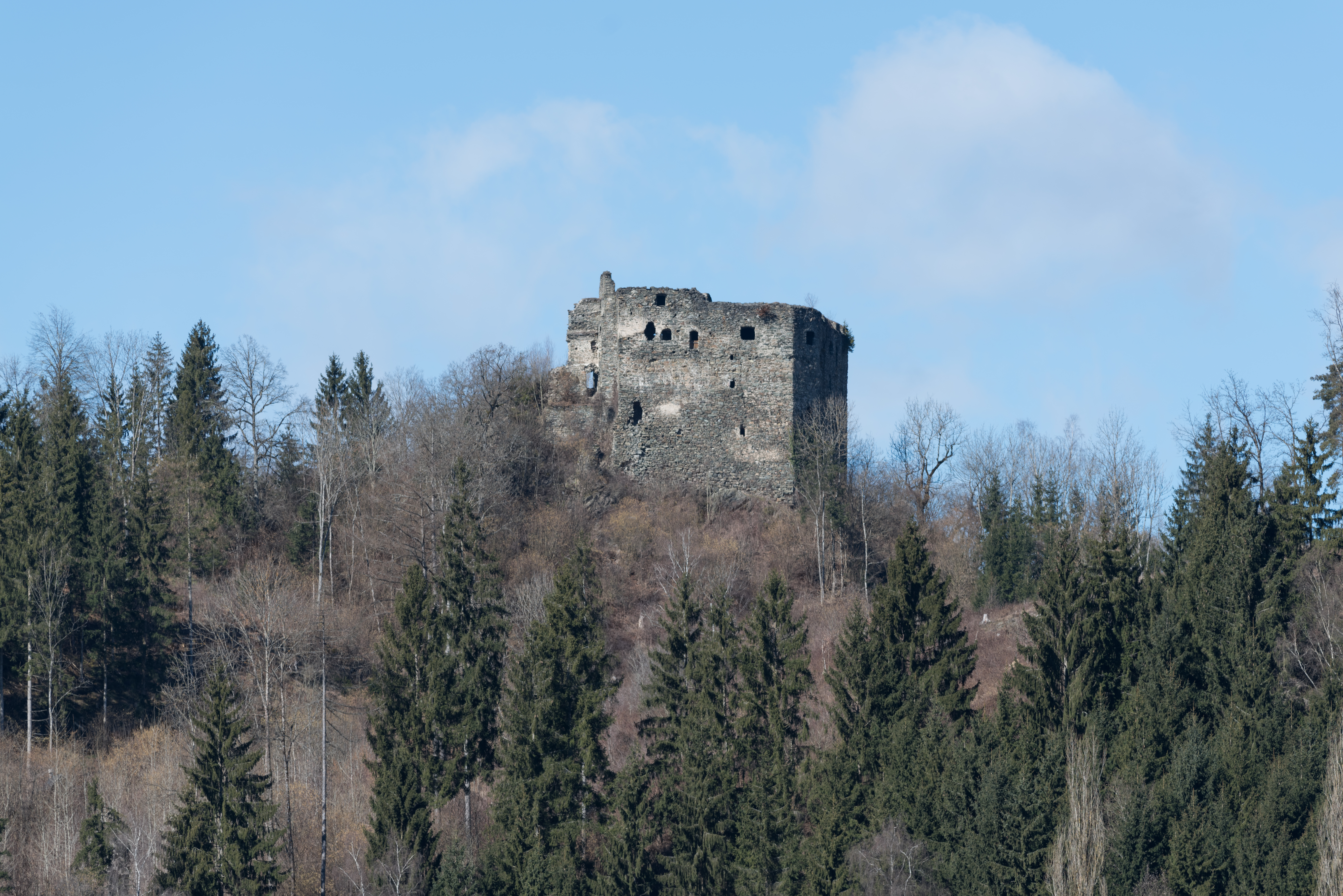
Ruine Hardegg
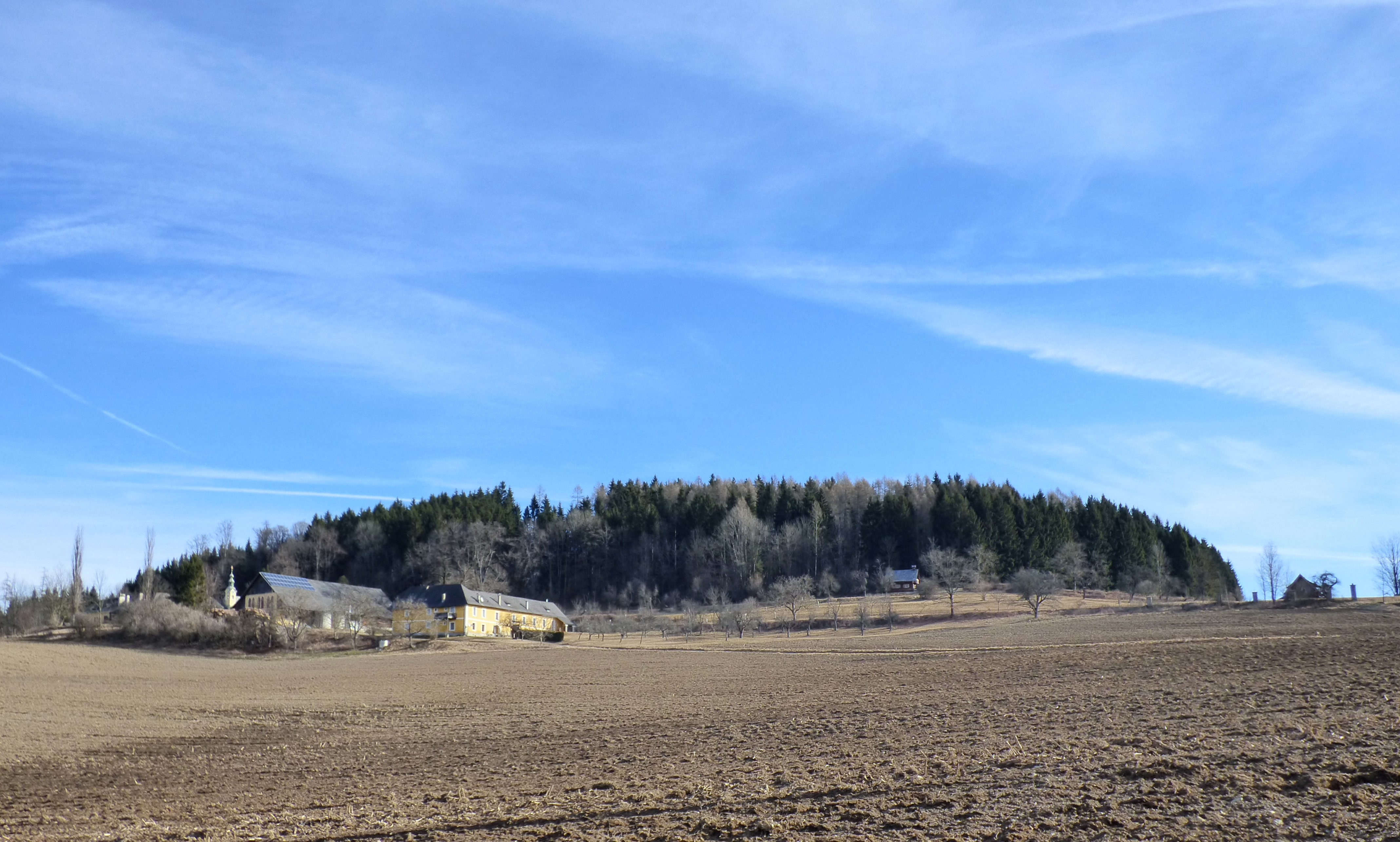
Karlsberg